# Cestrum viride
Cestrum viride là loài thực vật có hoa trong họ Cà. Loài này được Moric. ex Dunal mô tả khoa học đầu tiên năm 1852.